# Tsengel
Tsengel (mongoliska: Цэнгэл Сум, Цэнгэл, Tsengel Sum) är ett distrikt i Mongoliet.   Det ligger i provinsen Bajan-Ölgij, i den västra delen av landet, 1 300 km väster om huvudstaden Ulaanbaatar.